# 滋賀県道165号春日竜王線
滋賀県道165号春日竜王線（しがけんどう165ごう かすがりゅうおうせん）は、滋賀県甲賀市から蒲生郡竜王町に至る一般県道である。

## 概要
甲賀市水口町春日から蒲生郡竜王町大字西川に至る。
国道477号の東側から分かれ、ほぼ並んで北に走る。

### 路線データ
- 起点：甲賀市水口町春日（春日交差点、滋賀県道164号水口竜王線交点）
- 終点：蒲生郡竜王町大字西川（西川交差点、国道8号交点）
- 総延長：11.3 km

## 路線状況

### 重複区間
- 滋賀県道13号彦根八日市甲西線（湖南市下田・下田口交差点 - 湖南市下田・下田交差点）
- 国道477号（湖南市下田・下田交差点 - 蒲生郡竜王町大字岡屋・岡屋交差点）

### 道路施設

#### 橋梁
- 鵜川橋（祖父川、蒲生郡竜王町）

## 地理

### 通過する自治体
- 滋賀県
  - 甲賀市 - 湖南市 - 蒲生郡竜王町

### 交差する道路
| 交差する道路                                                     | 市町村名 | 市町村名 | 交差する場所 | 交差する場所      |
| ---------------------------------------------------------------- | -------- | -------- | ------------ | ----------------- |
| 滋賀県道164号水口竜王線                                          | 甲賀市   | 甲賀市   | 水口町春日   | 春日交差点 / 起点 |
| 滋賀県道13号彦根八日市甲西線 重複区間起点                        | 湖南市   | 湖南市   | 下田         | 下田口交差点      |
| 国道477号 重複区間起点 滋賀県道13号彦根八日市甲西線 重複区間終点 | 湖南市   | 湖南市   | 下田         | 下田交差点        |
| 国道477号 重複区間終点                                           | 蒲生郡   | 竜王町   | 大字岡屋     | 岡屋交差点        |
| 滋賀県道166号小口川守線                                          | 蒲生郡   | 竜王町   | 大字小口     |                   |
| 国道8号                                                          | 蒲生郡   | 竜王町   | 大字西川     | 西川交差点 / 終点 |

### 沿線
- ベアズパウジャパンカントリークラブ
- ダイハツ工業
- 甲西下田郵便局
- 湖南市役所 下田出張所
- 本誓寺
- 関西みらい銀行 竜王支店
- 竜王郵便局
- 積水樹脂